# A hetedik nap (film, 2021)
A hetedik nap (eredeti cím: The Seventh Day) 2021-ben bemutatott amerikai horrorfilm, amelynek forgatókönyvírója és rendezője Justin P. Lange. A főszerepet Guy Pearce, Vadhir Derbez, Stephen Lang és Keith David alakítja.
A filmet a Vertical Entertainment és a Redbox Entertainment 2021. március 26-án adta ki.

## Cselekmény
Egy neves ördögűző összeáll egy újonc pappal az első gyakorlati napján. Ahogy egyre mélyebbre kerülnek a földi pokolban, a jó és a rossz közötti határok összemosódnak, és saját démonjaik is a felszínre törnek.

## Szereplők
| Szerep              | Színész               | Magyar hang   |
| ------------------- | --------------------- | ------------- |
| Peter Costello atya | Guy Pearce            | Stohl András  |
| Peter fiatalon      | Chris Galust          | Kurely László |
| Daniel Garcia atya  | Vadhir Derbez         | Blahó Gergely |
| Archbishop          | Stephen Lang          | Gáspár Sándor |
| Louis atya          | Keith David           | Jakab Csaba   |
| Helen               | Robin Bartlett        | Zsurzs Kati   |
| Charlie Giroux      | Brady Jenness         | Kelemen Noel  |
| Nicholas Miller     | Tristan Riggs         |               |
| Mrs. Miller         | Hannah Alline Culwell |               |
| Heath Freeman       | Mr. Miller            | Király Adrián |
| GeorgeHeath Freeman | Acoryé White          |               |

## A film készítése
2019. november 6-án jelentették be, hogy Guy Pearce lesz a film főszereplője. 2020. január 14-én Vadhir Derbez csatlakozott a stábhoz. 2020. január 27-én Stephen Lang, Keith David, Robin Bartlett, Brady Jenness és Chris Galust is csatlakozott a filmhez.
A forgatás 2020. február 5-én kezdődött Dallasban és New Orleansban.

## Bemutató
2021. március 26-án jelent meg a Vertical Entertainment és a Redbox Entertainment forgalmazásában.